# Agência de Notícias de Direitos Animais
A ANDA (Agência de Notícias de Direitos Animais) é uma agência criada para a difusão de notícias, relatos e valores ligados à defesa dos direitos animais, a primeira agência jornalística do gênero no Brasil. Seu vídeo institucional, narrado por Valéria Grillo, contou com a participação de personalidades da arte, política e religião, como Derrick Green, Edgard Scandurra, Heródoto Barbeiro, Laerte, Monja Coen Sensei e Soninha Francine. Dentre os parceiros da ANDA, consta o movimento internacional Projeto dos Grandes Primatas. A jornalista Silvana Andrade, fundadora da agência, já trabalhou como repórter, coordenadora de produção, editora e editora-chefe em redes de televisão como a TV Cultura, Rede Record, Manchete e Globo News.

## Histórico
Fundada pela jornalista Silvana Andrade, conta com a colaboração de cerca de 45 profissionais, inclusive correspondentes na Argentina, Canadá, Estados Unidos, França, Inglaterra e Austrália. Em 2014, publicou o livro Somos todos animais, uma coletânea de artigos dos seus colaboradores.
Além do portal de notícias em si e da publicação de obras como "Visão Abolicionista", a agência promove grandes campanhas e eventos periodicamente. Em 2009, a agência lançou uma campanha vegetariana em parceria com a Secretaria Municipal do Verde e do Meio Ambiente da cidade de São Paulo e a Sociedade Vegetariana Brasileira, a fim de incentivar as pessoas a deixarem de consumir carne ao menos uma vez por semana. No mesmo ano, a ANDA organizou o evento chamado "Música e Consciência", durante o qual reuniu artistas como Arnaldo Antunes, Edgard Scandurra, Fernanda Porto, Palavra Cantada e integrantes do Teatro Mágico, além de contar com a presença da atriz Gabriela Duarte. No ano seguinte, em 2010, músicos e outros artistas como Edu Falaschi, Lucinha Lins, Elba Ramalho, Carlinhos Brown, Patrícia Marx  e Tetê Espíndola gravaram uma canção em defesa do meio ambiente num projeto organizado pela ANDA. Já em 2011, a agência deu início a uma ampla campanha contrária a supostos maus-tratos ocorridos durante o programa A Fazenda, na Rede Record.. No mesmo ano, durante a exposição IlustraBrasil!, em São Paulo, organizou uma mostra temática apresentando o trabalho de 64 artistas, brasileiros e estrangeiros, na qual apresentou diversas ilustrações contra o aprisionamento de aves.